# Jerzy Baranowski (fotograf)
Jerzy Baranowski (ur. 1934, zm. 2009) – polski artysta fotograf. Mieszkał w Krakowie. Z wykształcenia magister Akademii Ekonomicznej. Ponad czterdzieści lat brał czynny udział w polskim ruchu fotografii artystycznej, a krajoznawczej w szczególności.

## Działalność
Od 1960 działał w Krakowskim Towarzystwie Fotograficznym, gdzie przez 20 lat pełnił funkcję wiceprezesa do spraw artystycznych i wystawowych. Był prezesem grupy twórczej Inteclub KTF, jurorem konkursów polskich i międzynarodowych, członkiem Komisji Artystycznej PFSF, instruktorem fotografii PTTK i działaczem Komisji Fotografii Krajoznawczej ZG PTTK, Honorowym Fotografem Krajoznawcą Polski, członkiem Photographic Society of America. Był członkiem honorowym Krakowskiego Klubu Fotograficznego.

## Twórczość i publikacje
Zainteresowania twórcze koncentrował wokół fotografii krajobrazowej wielu regionów Polski.
Wydał liczne albumy w nakładzie ponad 150 tys. egzemplarzy, w tym: Wielkie Jeziora Mazurskie (1983), Pojezierze Kaszubskie (1985), Polska Kraina Tysiąca Jezior, Wędrówki (1987), Polskie krajobrazy, Z biegiem rzek, Małopolska i inne. Był pomysłodawcą i głównym autorem historycznego albumu Polskie Parki Narodowe. Był autorem Scenic and Castles - pierwszego w historii polskiej fotografii albumu wykonanego techniką audio-video, wydanego przez amerykańską firmę CD ROM Galleries INC. (100 barwnych zdjęć regionu krakowskiego na CD) oraz rozprawy specjalistycznej z dziedziny fotografiki. Autor albumu Nad szczytami Tatr (wyd. Ostoja 1993) zwierającego pionierskie, wykonane z lotu ptaka jego zdjęcia krajobrazów Tatr, Pienin, Beskidów oraz Jury. Fotografie Jerzego Baranowskiego zostały zamieszczone w almanachu fotograficznym Mistrzowie polskiego pejzażu (wyd. Agencja Reklamowo-Wydawnicza „Fine Grain”, Kielce 2000).
Ponad 200 prac Jerzego Baranowskiego eksponowano na ponad 100 wystawach i salonach fotografii krajowej i międzynarodowej w 36 krajach na wszystkich kontynentach.

## Odznaczenia i nagrody
Laureat kilkudziesięciu konkursów fotografii artystycznej, gdzie otrzymywał nagrody i medale oraz honorowe wyróżnienia.
Za twórczość artystyczną otrzymał również wiele tytułów honorowych, m.in.: Międzynarodowej Federacji Sztuki Fotograficznej „Artiste FIAP” (AFIAP), Honorowego Fotografa Krajoznawcy Polski.
Został odznaczony: odznaką Zasłużony Działacz Kultury oraz Złotą Odznaką Rady Polskiej Federacji Amatorskich Stowarzyszeń Fotograficznych w Polsce - za wybitne osiągnięcia i zasługi dla rozwoju fotografii i ruchu fotograficznego w Polsce.